# 콜텍문화재단
기타와 앰프를 제조하는 대한민국의 기업 콜텍(CORTEK Corp.)에서 설립한 재단법인이다.

## 개요
콜텍문화재단은 콜텍(CORTEK Corp.)에서 2009년 설립한 재단법인이다. 문화소외지역에 기타를 기부하거나 문화 공연을 제공하고, 기타 연주자를 지원하는 활동을 주로 펼치고 있다. 기부 규모는 매년 약 3억 원으로 알려져 있으며, 이는 현물과 현금을 합산한 금액이다. 주요 활동으로는 기타 기부 사업, 어쿠스틱 기타 경연대회, 기타 동아리 경연대회와 페스티벌, 기타 공연(Play the Guitar, G6 등), 함춘호의 '소망버스', 박학기의 'THE 아름다운 세상' 등이 있다.

## 콜텍문화재단 어쿠스틱 기타 경연대회
콜텍문화재단에서 개최하는 '어쿠스틱 기타 경연대회'는 통기타와 클래식 기타를 포함한 순수 어쿠스틱 기타 연주 실력으로만 경연을 펼치는 경연대회다. 2009년 재단 설립 이후 2010년에 1회 대회를 개최했으며, 2022년 현재까지 매년 개최하여 올해는 13회 대회가 계획되어 있다. 대회는 대부분 10월에 개최되었다.
보컬이나 다른 악기 없이 오직 기타로만 경연하는 대회인 만큼 참가자의 상당수가 핑거스타일 연주자다. JTBC에서 방영한 슈퍼밴드에 참가했던 기타리스트 김영소, 이강호, 임형빈, 김진산 모두 어쿠스틱 기타 경연대회의 대상 수상자들이다. 대회 영상은 콜텍문화재단 유튜브 채널에 업로드되어 있다. 
국내 대회 중 손에 꼽을 정도로 상금이 높은 수준이다. 2022년 대회 기준 대상 8백만 원, 최우수상 5백만 원, 우수상 3백만 원, 장려상 백만 원(3명), 참가상 30만 원(9명)이다. 대상 수상자에게는 특별히 최고급 커스텀 기타를 맞춤 제작해주고 있다.
| 회차    | 구분     | 수상자                 | 대회정보                                   |
| ------- | -------- | ---------------------- | ------------------------------------------ |
| 제 1회  | 대상     | 박재현                 | 2010년 9월 11일 헤이리 갈대광장            |
| 제 1회  | 우수상   | 김지성, 이선용, 정의헌 | 2010년 9월 11일 헤이리 갈대광장            |
| 제 1회  | 인기상   | 임경환, 임형빈         | 2010년 9월 11일 헤이리 갈대광장            |
| 제 1회  | 장려상   | 성기열 외 15명         | 2010년 9월 11일 헤이리 갈대광장            |
| 제 2회  | 대상     | 이강호                 | 2011년 10월 16일 올림픽공원 호수수변무대   |
| 제 2회  | 우수상   | 이준용, 이인구         | 2011년 10월 16일 올림픽공원 호수수변무대   |
| 제 2회  | 장려상   | 백하나                 | 2011년 10월 16일 올림픽공원 호수수변무대   |
| 제 3회  | 대상     | 안규호                 | 2012년 10월 6일 강서구 방화근린공원        |
| 제 3회  | 우수상   | 김경빈, 이혜현         | 2012년 10월 6일 강서구 방화근린공원        |
| 제 3회  | 장려상   | 고영인                 | 2012년 10월 6일 강서구 방화근린공원        |
| 제 4회  | 대상     | 황지욱                 | 2013년 9월 28일 강서구민회관               |
| 제 4회  | 최우수상 | 안준성                 | 2013년 9월 28일 강서구민회관               |
| 제 4회  | 우수상   | 이예주                 | 2013년 9월 28일 강서구민회관               |
| 제 4회  | 동상     | 정진영                 | 2013년 9월 28일 강서구민회관               |
| 제 4회  | 인기상   | 김창래                 | 2013년 9월 28일 강서구민회관               |
| 제 5회  | 최우수상 | 임형빈, 임우택         | 2014년 9월 20일 홍대 상상마당              |
| 제 5회  | 우수상   | 조태원                 | 2014년 9월 20일 홍대 상상마당              |
| 제 5회  | 특별상   | 황지민                 | 2014년 9월 20일 홍대 상상마당              |
| 제 6회  | 대상     | 김영소                 | 2015년 12월 5일 대웅제약 베어홀            |
| 제 6회  | 최우수상 | 지유민                 | 2015년 12월 5일 대웅제약 베어홀            |
| 제 6회  | 우수상   | 최용희                 | 2015년 12월 5일 대웅제약 베어홀            |
| 제 6회  | 동상     | 박상현                 | 2015년 12월 5일 대웅제약 베어홀            |
| 제 7회  | 대상     | 공민성                 | 2016년 10월 22일 동덕여대 공연예술센터     |
| 제 7회  | 최우수상 | 김하진                 | 2016년 10월 22일 동덕여대 공연예술센터     |
| 제 7회  | 우수상   | 최정민                 | 2016년 10월 22일 동덕여대 공연예술센터     |
| 제 7회  | 장려상   | 황영석                 | 2016년 10월 22일 동덕여대 공연예술센터     |
| 제 8회  | 대상     | 황영석                 | 2017년 11월 4일 한국음악실연자협회 뮤즈홀  |
| 제 8회  | 최우수상 | 김유정                 | 2017년 11월 4일 한국음악실연자협회 뮤즈홀  |
| 제 8회  | 우수상   | 문지환                 | 2017년 11월 4일 한국음악실연자협회 뮤즈홀  |
| 제 8회  | 장려상   | 권에디                 | 2017년 11월 4일 한국음악실연자협회 뮤즈홀  |
| 제 9회  | 대상     | 이도훈                 | 2018년 10월 20일 한국음악실연자협회 뮤즈홀 |
| 제 9회  | 최우수상 | 김기재                 | 2018년 10월 20일 한국음악실연자협회 뮤즈홀 |
| 제 9회  | 우수상   | 신주헌                 | 2018년 10월 20일 한국음악실연자협회 뮤즈홀 |
| 제 9회  | 장려상   | 허윤제                 | 2018년 10월 20일 한국음악실연자협회 뮤즈홀 |
| 제 10회 | 대상     | 김진산                 | 2019년 10월 19일 올림픽공원 뮤즈라이브     |
| 제 10회 | 최우수상 | 김화종                 | 2019년 10월 19일 올림픽공원 뮤즈라이브     |
| 제 10회 | 우수상   | 황진호                 | 2019년 10월 19일 올림픽공원 뮤즈라이브     |
| 제 10회 | 장려상   | 박효원                 | 2019년 10월 19일 올림픽공원 뮤즈라이브     |
| 제 11회 | 대상     | 이형주                 | 2020년 10월 17일 KOMCA홀                   |
| 제 11회 | 최우수상 | 김지호                 | 2020년 10월 17일 KOMCA홀                   |
| 제 11회 | 우수상   | 김유정                 | 2020년 10월 17일 KOMCA홀                   |
| 제 11회 | 장려상   | 김예린, 황규민, 김기재 | 2020년 10월 17일 KOMCA홀                   |
| 제 12회 | 대상     | 김하진                 | 2021년 10월 16일 콜텍 본사 기타홀          |
| 제 12회 | 최우수상 | 천상혁                 | 2021년 10월 16일 콜텍 본사 기타홀          |
| 제 12회 | 우수상   | 유준서                 | 2021년 10월 16일 콜텍 본사 기타홀          |
| 제 12회 | 장려상   | 김준우, 허정, 김유정   | 2021년 10월 16일 콜텍 본사 기타홀          |